# Something Good
«Something Good» — это песня английского инди-рок квартета alt-J из их дебютного студийного альбома An Awesome Wave, композиция была выпущена 28 сентября 2012 года, как четвёртый сингл с к альбому, слова написаны участниками группы, спродюсирована Чарли Эндрю.
Сингл был представлен на BBC Two's в 2013 году, а также в 2015 году вошёл как саундтрек к видео-игре Life Is Strange.

## Клип на песню
Музыкальный клип впервые был выпущен на YouTube 18 сентября 2012 года, итоговая длина которого была 3 минуты и 42 секунды, съемки проходили  в Лос-Анджелесе, видео спродюсировано и снято братьями Бьюверами — Алексом и Беном, это музыкальное видео принесло им награду 2013 Young Director Award for Non-European Music Video.

## Список песен
| №  | Название                               | Длительность |
| -- | -------------------------------------- | ------------ |
| 1. | «Something Good»                       | 3:38         |
| 2. | «Something Good» (BlackBox Remix)      | 6:29         |
| 3. | «Something Good» (Tong & Rogers Remix) | 8:22         |
| 4. | «Something Good» (Fort Romeau Remix)   | 4:36         |
| 5. | «Something Good» (The Invisible Remix) | 5:08         |

## Участники при создании композиции
- Вокал – Alt-J (∆)
- Звукозапись – Charlie Andrew
- Слова – Joe Newman, Gus Unger-Hamilton, Gwilym Sainsbury, Thom Green
- Лейбл: Infectious Music

## Чарты
| Чарты (2012)                             | Наивысшая позиция |
| ---------------------------------------- | ----------------- |
| UK Singles (The Official Charts Company) | 76                |
| Великобритания (OCC UK Indie)            | 6                 |

## История релизов
| Region         | Date              | Format           | Label              |
| -------------- | ----------------- | ---------------- | ------------------ |
| United Kingdom | 28 September 2012 | Digital download | Infectious Records |